# Comandància Daifang
La Comandància Daifang va ser una de les restes de les Quatre Comandàncies de Han de la Xina en els originaris territoris Gojoseon.

## Història
Gongsun Kang, un senyor de la guerra en Liaodong, va separar la part del sud de la Comandància Lelang i va establir la Comandància Daifang en 204 perquè l'administració fóra més eficient. Controlava els nadius del sud amb Daifang en lloc d'amb Lelang.
En el 236 sota l'ordre de l'Emperador Ming de Cao Wei, Sima Yi conquerí a la família Gongsun i va annexionar Liaodong, Lelang i Daifang a Wei. Una disputa pel control entre els nadius del sud va causar una revolta, que els exèrcits de Lelang i Daifang finalment van sufocar.
La comandància Daifang va ser heretada per la Dinastia Jin. Zhang Tong (張統) es va separar de Jin en Lelang i Daifang. Després que Luoyang, la capital de Jin, fóra ocupada pels xiongnu en el 311, ell anà a ajudar a Murong Hui, un senyor de la guerra Xianbei, amb els seus súbdits en el 314. Goguryeo annexionaria Lelang i Daifang poc després d'això.

## Àrea
La comandància Daifang estava localitzada a Hwanghae i el capital es va situar a la prefectura Daifang. Això no obstant, la controvèrsia sobre la seva ubicació no s'ha resolt encara. Segons una crònica oficial xinesa, el Llibre de Jin (晉書), en tenia les següents set prefectures (縣):
- Prefectura Daifang (帶方)
- Prefectura Liekou (列口)
- Prefectura Nanxin (南新)
- Prefectura Changcen (長岑)
- Prefectura Tixi (提奚)
- Prefectura Hanzi (含資)
- Prefectura Haiming (海冥)\